# XV millennio a.C.
Il XV millennio a.C. inizia il 1º gennaio dell'anno 15000 a.C. e termina il 31 dicembre dell'anno 14001 a.C. incluso.

## Eventi
- Intorno all'anno 15000 a.C.
  - Sri Lanka: La Civiltà mesolitica dei Balangoda pratica, forse per la prima volta nella Storia, l'agricoltura di orzo e avena[1].
  - Stati Uniti: Probabile presenza dell'uomo nel sito di Cactus Hill, in Virginia, dove sono stati ritrovati dei manufatti litici e forse focolari di fattura pre-Clovis.[2].

## Invenzioni, scoperte, innovazioni
- Vicino Oriente: Probabile addomesticamento del cane.
- Italia: sviluppo delle civiltà epigravettiane in Italia e Europa orientale.
- Europa: Apogeo dell'arte rupestre.
- Francia, Spagna: Sviluppo delle civiltà magdaleniane (sviluppo dell'artigianato basato su materiali ossei e qualità delle realizzazioni di mobili e di opere parietali).